# Secretaria de Estado do Desenvolvimento Econômico, Trabalho e Renda do Distrito Federal
| Secretaria de Estado do Desenvolvimento Econômico, Trabalho e Renda do Distrito Federal                                                   |                        |
| Setor de Edifícios de Utilidade Pública Norte – SEPN, Quadra 511, Bloco A, Asa Norte, Brasília-DF, CEP:70750-541 https://sedet.df.gov.br/ |                        |
| Criação | 1° de janeiro de 2023  |
| Atual secretário | Thales Mendes Ferreira |
| Atual Secretário Adjunto | Ivan Alves dos Santos  |

A Secretaria de Estado do Desenvolvimento Econômico, Trabalho e Renda é um dos órgãos da administração direta do Governo do Distrito Federal, no Brasil.

## Atribuições legais
Em 2019, o governador Ibaneis Rocha publicou o Decreto nº 39.610, que além de criar a Secretaria de Estado de Trabalho também fixou suas atribuições. O texto previu a atuação e competência da secretaria nas seguintes áreas:
I - trabalho, emprego, empreendedorismo e promoção de oportunidades de ocupação e renda para a população do Distrito Federal;
II - sistema público de emprego;
III - qualificação social e profissional, formação, aperfeiçoamento e desenvolvimento profissional, para os beneficiários dos programas sociais e grupos sociais vulneráveis;
IV - financiamento para pequenos empreendimentos urbanos e rurais;
V - apoio a iniciativas de micro e pequenos empreendedores individuais ou organizados, em associações e cooperativas;
VI - ações para os setores da economia solidária, com vistas à geração de trabalho e renda;
VII - acompanhamento sistemático do mercado de trabalho no Distrito Federal.

## Estrutura

### Subsecretarias
| Sigla  | Denominação                                                  | Subsecretário                       |
| ------ | ------------------------------------------------------------ | ----------------------------------- |
| SATE   | Subsecretaria de Atendimento ao Trabalhador e ao Empregador  | Ilton Batista Teixeira              |
| SME    | Subsecretaria de Microcrédito e Economia Solidária           | Alex de Souza Barreto               |
| SIAS   | Subsecretaria de Integração e Ações Sociais                  | Ricardo Lustosa Jacobina            |
| SUAG   | Subsecretaria de Administração Geral                         | Hilda Maria Neto Gonçalves da Silva |
| SQP    | Subsecretaria de Qualificação Profissional                   | Lucimar Pinheiro de Deus            |
| SUFEM  | Subsecretaria de Fomento ao Empreendedorismo                 | Nicodemes de Paiva Lopes            |
| SUPIEC | Subsecretaria de Programas e Incentivos Econômicos           | Washington Luiz de Lima Ezaki       |
| SAADE  | Subsecretaria de Apoio às Áreas de Desenvolvimento Econômico | Verônica Santos Nascimento Lisboa   |

#### Coordenações Subordinadas

##### Subsecretaria de Atendimento ao Trabalhador e ao Empregador
- Coordenação de Ações para o Trabalhador e Empregador

## Projetos

### Desenvolve-DF
O Desenvolve-DF é um programa de apoio ao desenvolvimento econômico que tem como objetivo a ampliação da capacidade da economia local além de fomentar a geração de emprego e renda, promovendo o desenvolvimento sustentável do Distrito Federal, criado a partir da Lei Distrital 6.468/2019, surgiu como um programa sucessor do PRÓ-DF.

### Emprega-DF
Emprega-DF é uma iniciativa do GDF, instituída através do decreto nº 39.803, de 02 de maio de 2019, que foi criada com o objetivo de impulsionar a geração de empregos no Distrito Federal, através de benefícios às empresas participantes, com um plano de metas pré-definido o programa visa beneficiar todos os envolvidos, as empresas, com possíveis descontos e reduções na carga tributária além da classe trabalhadora, com a manutenção e expansão do número de empregos gerados na região.

### Programa Mais Capital
O Programa Mais Capital é um canal de atendimento facilitado à população que visa garantir uma maior articulação e agilidade nos processos relacionados a atração de investimentos na região do Distrito Federal, gerando benefícios a partir de três pilares de investimento, benefícios fiscais, incentivos imobiliários e créditos de fomentos.

## Renomeação
Após a posse do emedebista Ibaneis Rocha no seu segundo mandato de governador do Distrito Federal o mesmo fundiu as antigas secretarias de Desenvolvimento Econômico e Trabalho do GDF, formando a Secretaria de Estado do Desenvolvimento Econômico, Trabalho e Renda do Distrito Federal, através do Decreto nº 44.100, de 1° de janeiro de 2023.